# Hammam Musa
Hammam Musa (Łaźnie Mojżesza) – egipskie źródła siarczkowe o właściwościach leczniczych. Temperatura wody waha się od 26 do 28 °C.
Hammam Musa położone są kilka kilometrów na zachód od miasta At-Tur i drogi z Suezu do Szarm el-Szejk w południowo-zachodniej części Półwyspu Synaj nad Morzem Czerwonym w Zatoce Sueskiej w muhafazie Synaj Południowy.
Hammam Musa znajdują się nieopodal starożytnego miasta Elim, gdzie według Księgi Wyjścia (Wj 15,27) prawdopodobnie obozowali Izraelici po opuszczeniu Egiptu. Współcześnie na obszarze wokół źródeł wzniesiono baseny i posadzono park.